# Distretto di El Hassasna
Il distretto di El Hassasna è un distretto della provincia di Saida, in Algeria.

## Comuni
Il distretto di El Hassasna comprende 3 comuni:
- El Hassasna
- Aïn Sekhouna
- Maamora